# 亞冠龍屬
亞冠龍屬（學名：Hypacrosaurus）又譯高背龍，是鴨嘴龍科下的一屬恐龍，與冠龍的外貌相似。就像冠龍般，亞冠龍有高及圓的中空頭冠，但卻沒有那麼大及筆直。牠的名稱的意思是「接近最高的恐龍」，是因牠幾乎與暴龍一樣大。亞冠龍的兩個物種都是生活於上白堊紀的加拿大艾伯塔省及美國蒙大拿州，約7500萬至6700萬年前，且是北美洲最晚發現的有頭冠、且化石狀況良好的鴨嘴龍科恐龍。長期以來，亞冠龍是一個沒有太多研究的屬；直到1990年代，才仔細研究了蛋巢、蛋及剛孵出幼體。

## 描述

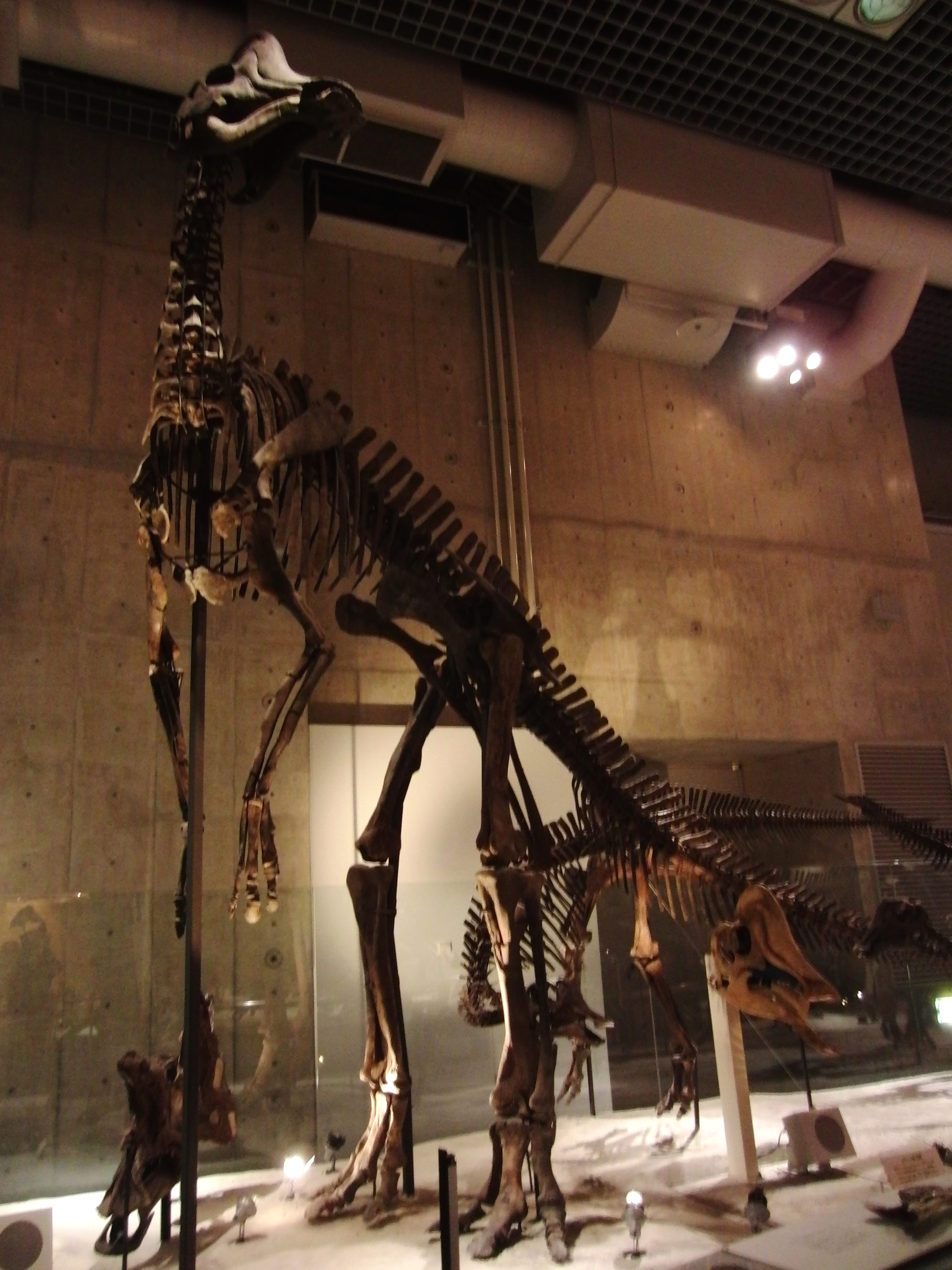
亞冠龍的骨架模型，日本東京國立科學博物館

由於亞冠龍的高神經棘及特殊頭冠形狀，很容易將牠們從有冠的鴨嘴龍科（即賴氏龍亞科）中辨識出來的。神經棘的長度是其連接的脊椎高度的5-7倍，使牠的背部很高。頭顱骨上的空心冠很像冠龍的頭冠，但其頂部更尖，沒有那麼高，兩邊較寬，及在後部有小型的骨質突起物。亞冠龍不像其他的賴氏龍亞科，頭冠的氣道並不呈S形。亞冠龍估計約有9.1米長，體重達4公噸。牠的骨骼很像大部份的鴨嘴龍科，唯臀部有一些獨特的特徵。牠是雙足或四足的草食性恐龍。已知的兩個物種高棘亞冠龍（H. altispinus）及斯氏亞冠龍（H. stebingeri），若以一般的方法是不能區分的，因為斯氏亞冠龍被描述成為早期賴氏龍及後期亞冠龍的過渡物種。斯氏亞冠龍成體的頭顱骨很像高棘亞冠龍的頭顱骨，兩者的頭顱骨側面非常相似。

## 分類
自從研究了牠的頭顱骨後，亞冠龍就被分類在鴨嘴龍科下的賴氏龍亞科，這個分類一直被沿用至今。在賴氏龍亞科內，亞冠龍很接近賴氏龍及冠龍。在1994年，傑克·霍納（Jack Horner）及菲力·柯爾（Phil Currie）提出斯氏亞冠龍是賴氏龍與高棘亞冠龍的過渡物種。而在1989年，Michael K. Brett-Surman則提出亞冠龍及冠龍是同一個屬。這些屬（尤其是冠龍及亞冠龍）都是賴氏龍亞科中，冠飾為榔頭狀或罩狀的演化支，這個分支有時不正式的稱為賴氏龍族。在2004年，Daisuke Suzuki等人在重新描述日本龍時，發現日本龍與斯氏亞冠龍之間很親密，顯示亞冠龍可能是並系群的。但這個說法卻被推翻，從一個更完整的賴氏龍亞科分析中，亞冠龍的兩個物種形成了一個分支，與冠龍及扇冠大天鵝龍是近親，但不包括日本龍。

## 發現及歷史

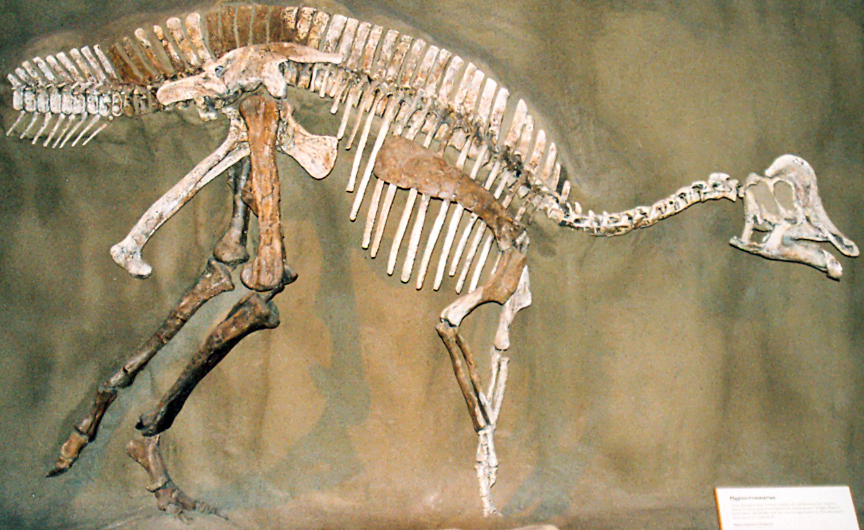
亞冠龍的化石 - 皇家蒂勒爾博物館

亞冠龍的正模標本是由巴納姆·布朗於1910年替美國自然歷史博物館挖掘的。這些標本（編號AMNH 5204）發現於加拿大艾伯塔省紅鹿河附近的馬蹄鐵峽谷組，年代為上白白堊紀的早馬斯垂克階，由部份顱後骨骼構成，包括幾節脊椎及部份骨盆。布郎於1913年描述了這些遺骸與其他顱後部分，並建立成亞冠龍屬，一個類似櫛龍的新屬。當時並沒有發現頭顱骨，但後來卻發現及描述了兩個頭顱骨。
在這段期間，小型、有冠的鴨嘴龍科化石都被描述成獨立的屬及種。最先被描述為亞冠龍的就是鵝龍（Cheneosaurus），牠的化石是從馬蹄鐵峽谷組發現的一個頭顱骨及一副四肢骨頭、脊椎及骨盆。後來，威廉·狄勒·馬修（William Diller Matthew）將美國自然歷史博物館內的編號AMNH 5340化石命名為原鵝龍（Procheneosaurus），這個化石是從蒙大拿州的雙麥迪遜組發現的。在1970年代前，這兩個分類單元都承認為有效的屬，直至彼得·達德森（Peter Dodson）證明了鵝龍很有可能是賴氏龍亞科的幼體為止。雖然他最關切的是屬於恐龍公園地層的冠龍及賴氏龍，但他仍指出鵝龍應該包含了現今高棘亞冠龍的幼體。這個建議後來被接納，但卻沒有被正式地檢驗。發現於雙麥迪遜組的原鵝龍，與其他經達德森研究的標本不同，而有理由相信原鵝龍與直至1994年才命名的斯氏亞冠龍，兩者可能是同一物種。

### 高棘亞冠龍

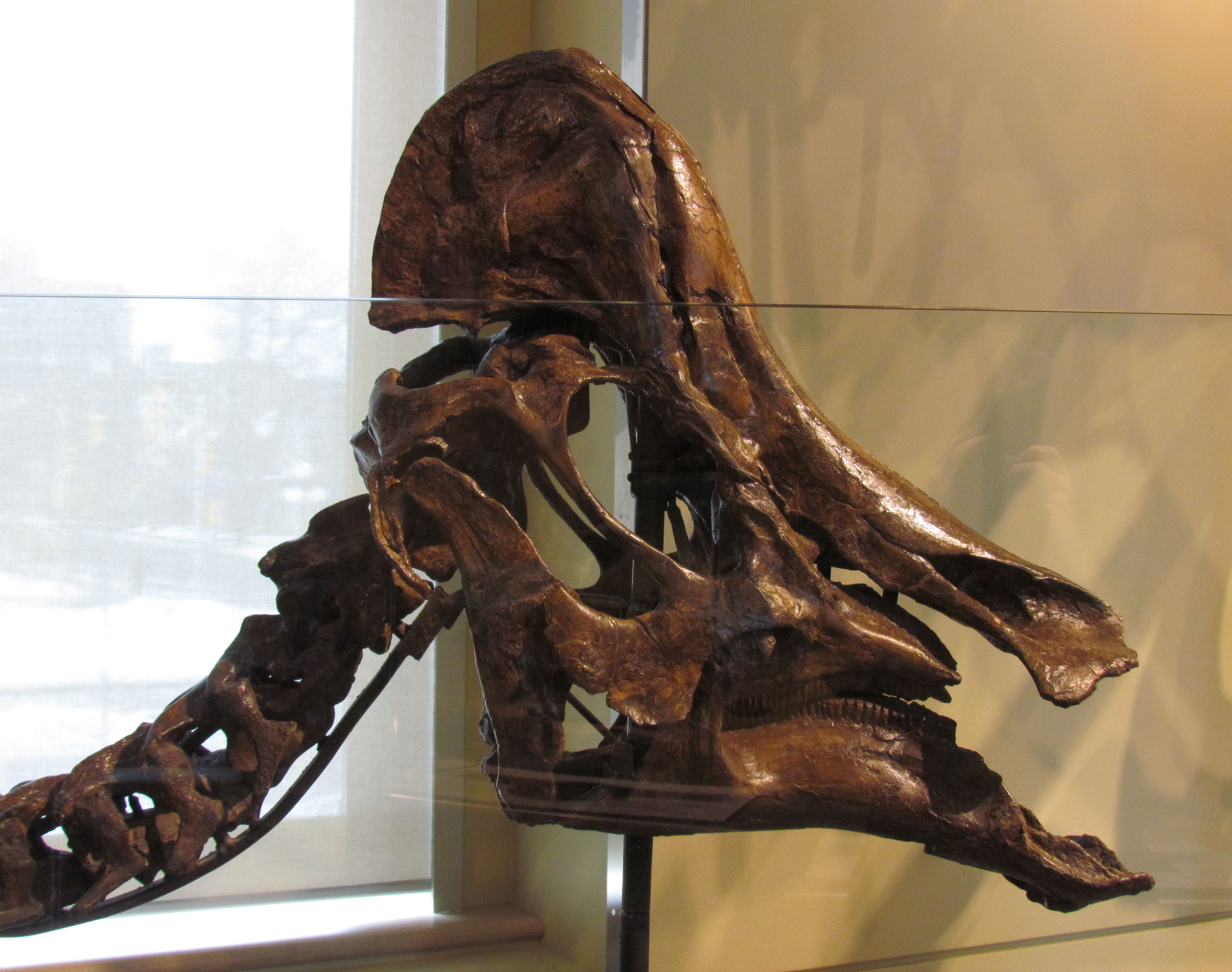
高棘亞冠龍的頭部模型，加拿大自然史博物館

模式種高棘亞冠龍的化石是5-10個天然狀態的頭顱骨，與一些相連骨骼構成，由幼體至成體都有。斯氏亞冠龍的化石則是來自未知數量（但可能很多）的個體，年齡從胚胎至成體都有。根據Daisuke Suzuki等人於2004年在重新描述日本龍時所述，高棘亞冠龍及斯氏亞冠龍是來自一個單系群的假說可能並不正確。他們的親緣分支分類法分析中發現，日本龍比斯氏亞冠龍更為接近高棘亞冠龍。但後來這個分析卻被推翻。

### 斯氏亞冠龍
新命名的斯氏亞冠龍包括了不同的遺骸，包含孵化幼體、蛋、及蛋巢，發現於蒙大拿州的雙麥迪遜組地層頂層（上白堊紀的晚坎潘階），以及艾伯塔省的邊界。這些都是已知鴨嘴龍科中，具有最多幼體骨骼化石的單一物種。

## 古生態學

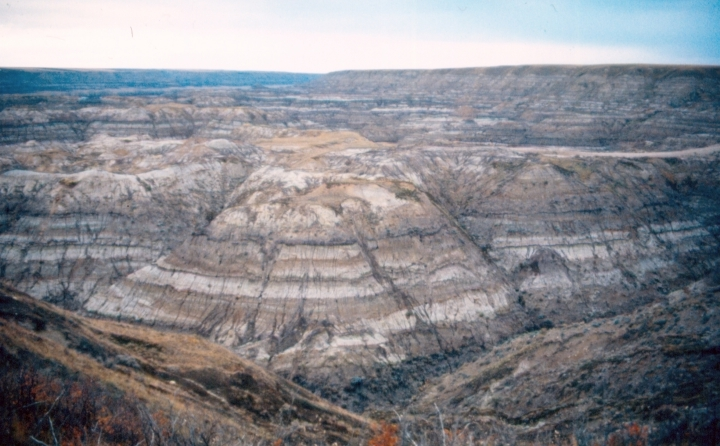
馬蹄峽谷組的露頭，位於加拿大馬蹄峽谷

高棘亞冠龍的化石來自於馬蹄鐵峽谷組，該地還發現以下恐龍化石：鴨嘴龍科的埃德蒙頓龍及櫛龍、稜齒龍科的帕克氏龍、甲龍科的包頭龍、結節龍科的埃德蒙頓甲龍、角龍下目的蒙大拿角龍、準角龍、无鼻角龙及厚鼻龍、厚頭龍下目的劍角龍、似鳥龍下目似鳥龍及似鴕龍、多種小型的獸腳亞目（包括傷齒龍科及馳龍科）、暴龍科的艾伯塔龍及懼龍。從這個地層發現的恐龍有時被稱為「埃德蒙頓群」（Edmontonian），與其上層或下層的動物群分別開來。馬蹄鐵峽谷組受到明顯的海洋影響，這是因為在白堊紀時期覆蓋在北美洲中部的陸緣海西部內陸海道的侵入。高棘亞冠龍可能較喜歡生活於內陸。
發現斯氏亞冠龍的雙麥迪遜組，年代稍早，生存者有很多著名恐龍，例如：築巢的慈母龍、及同樣有巢穴痕跡的傷齒龍、暴龍科的懼龍、近頜龍科的纖手龍、馳龍科的斑比盜龍、有裝甲的埃德蒙頓甲龍及包頭龍、稜齒龍科的奔山龍、鴨嘴龍科的原櫛龍、及有角的河神龍、短角龍、野牛龍及戟龍亦有在此地層出現。這個地層距離西部內陸海道較遠、較高及較乾，更為受大陸影響。

## 古生物學
亞冠龍是草食性恐龍，可能會以雙足或四足方式行走，以多種的植物為食。牠的頭顱骨可做出類似咀嚼的研磨運動，而牠的數百顆備用牙齒會不斷的替換，只有很少的牙齒會在同一時間被使用。牠用喙嘴咬斷植物，並以類似臉頰的器官含著。牠們的進食範圍從地面到4公尺高。

### 巢穴及成長

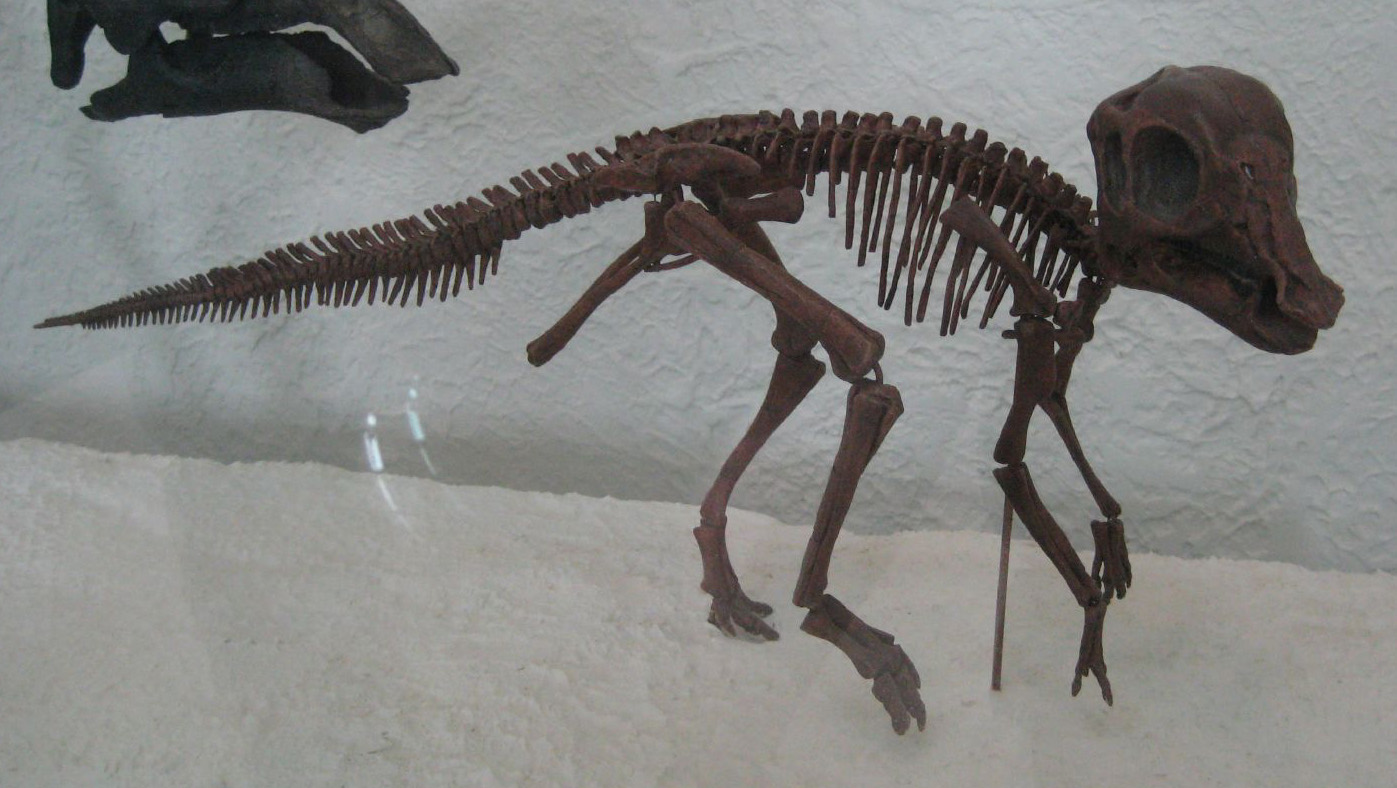
幼年的高棘亞冠龍 - 美國自然歷史博物館

在加拿大亞伯達省發現了斯氏亞冠龍的巢穴，內有8顆蛋，這些蛋接近球狀，約有20厘米乘18.5厘米，胚胎約長60厘米。剛孵化幼體約長1.7米。幼體的頭顱骨很縱深，骨上輕微突出的地方將來成為頭冠。根據骨頭內的紋路，牠的生長率比短吻鱷屬快，可比美古顎總目，只須數年。在2008年，Lisa Cooper等人提出斯氏亞冠龍在2到3歲時，已具有繁衍能力，而在10到12歲時，達到完全成長。斯氏亞冠龍的股骨周長，在性成熟時只有完全成長的40%。斯氏亞冠龍的生長率，比暴龍科（例如亞伯達龍、暴龍）還快。亞冠龍的成長快速，使牠們能更快成長到巨大體型，成為面對掠食動物的優勢；過早的性成熟，使牠們能更快繁衍出下一代。一個斯氏亞冠龍的幼年標本裡，頭顱骨發現繼發性軟骨（Secondary cartilage）

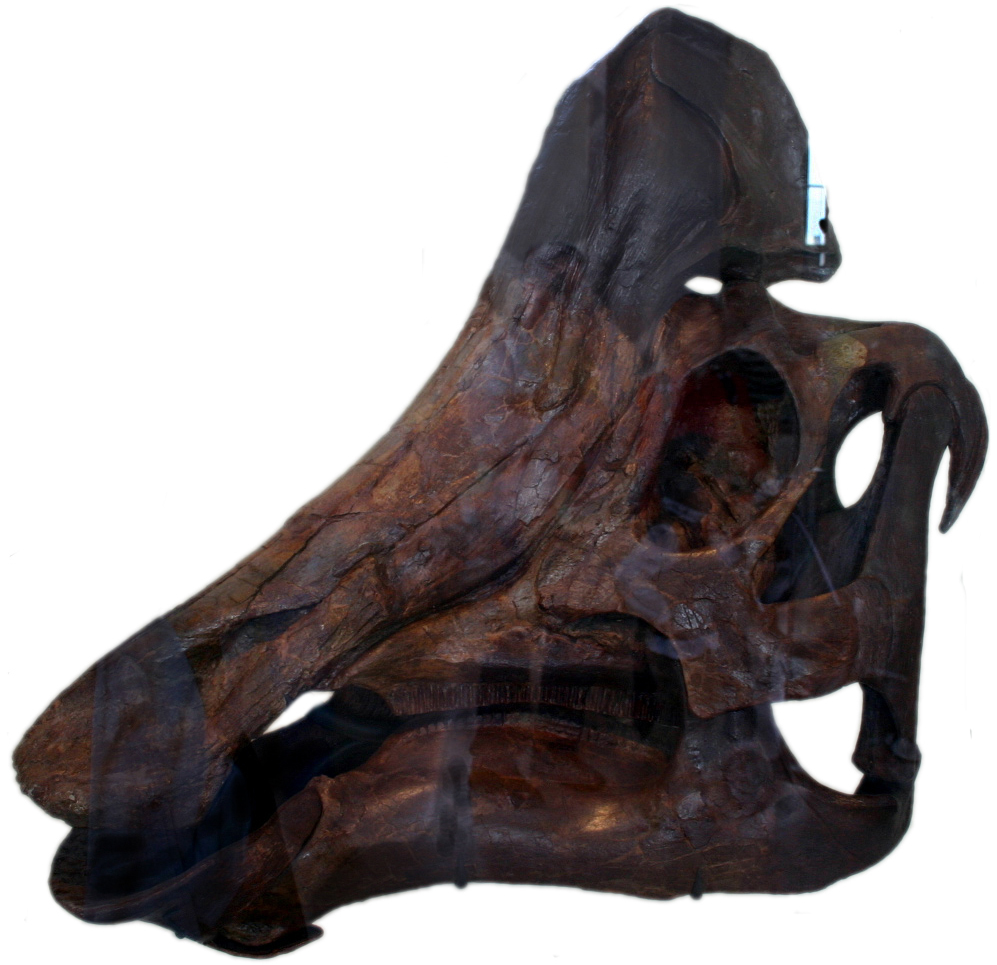
亞冠龍的頭骨 - 美國自然歷史博物館

### 頭冠功能
亞冠龍的空心冠最可能有社交的功能，如作為視覺上的性徵或種徵，亦可以作為發聲的共鳴室。討論恐龍是否為溫血動物時，頭冠及相關的鼻腔常成為焦點，尤其是有關鼻甲的討論。
鼻甲是薄的骨頭或軟骨，可分為兩類，各自有其功能。嗅覺鼻甲在所有四足超綱都可以見到，具有嗅覺功能。呼吸鼻甲的功能是阻止水份從蒸發流失，只可以在鳥類及哺乳動物中發現，由於現今的溫血動物較冷血動物呼吸相對較多，以支撐較高的代謝，故牠們在呼吸時會失去大量的水份。在1996年，J. A. Ruben與其他科學家的電腦斷層掃描研究，指出矮暴龍、似鳥龍及亞冠龍可能沒有呼吸鼻甲，所以沒有證據牠們是溫血動物。

## 外部連結
- Hypacrosaurus in the Dinosaur Encyclopedia at DinoRuss' Lair
- Hypacrosaurus, from the Canadian Museum of Nature （页面存档备份，存于）
- Hypacrosaurus in The Natural History Museum's Dino Directory